# Edoardo Falcone
Pour les articles homonymes, voir Falcone (homonymie).
Edoardo Falcone, né le 6 août 1968 à Rome (Italie), est un réalisateur et scénariste italien.
Son premier long métrage, Tout mais pas ça ! (Se Dio vuole), remporte le David di Donatello du meilleur réalisateur débutant en 2015.

## Filmographie

### Comme réalisateur
- 2015 : Tout mais pas ça ! (Se Dio vuole)
- 2017 : Questione di karma (it)
- 2021 : Io sono Babbo Natale (it)
- 2022 : Il Principe di Roma

### Comme scénariste
- 2006 : I Cesaroni (série télévisée)
- 2010 : Tutto l'amore del mondo de Riccardo Grandi
- 2010 : A Natale mi sposo de Paolo Costella
- 2011 : Nessuno mi può giudicare de Massimiliano Bruno
- 2011 : Matrimonio a Parigi de Claudio Risi
- 2012 : Viva l'Italia de Massimiliano Bruno
- 2013 : Mai stati uniti de Carlo Vanzina
- 2013 : Stai lontana da me d'Alessio Maria Federici
- 2014 : Ti ricordi di me? de Rolando Ravello
- 2014 : Un matrimonio da favola de Carlo Vanzina
- 2014 : Confusi e felici de Massimiliano Bruno
- 2015 : Tout mais pas ça ! d'Edoardo Falcone
- 2016 : Forever Young de Fausto Brizzi
- 2016 : Assolo de Laura Morante